# Gaetano Musella
Gaetano Musella (Nápoles, 22 de enero de 1960 - Finale Ligure, 30 de septiembre de 2013) fue un entrenador y jugador de fútbol profesional italiano que jugaba en la demarcación de delantero.

## Biografía
Gaetano Musella debutó como futbolista profesional en 1977, a los 17 años de edad, con el SSC Napoli. Tras jugar cedido un año en el Calcio Padova volvió a jugar con el SSC Napoli. Además jugó para el US Catanzaro, Bologna FC 1909, ASG Nocerina, SSD Ischia Isolaverde, US Città di Palermo, Empoli FC, SS Juve Stabia y US Latina Calcio.
Además Gaetano Musella llegó a jugar siete partidos con el Selección de fútbol sub-21 de Italia y marcó un gol.
Tras retirarse como futbolista, un año después, entrenó al equipo juvenil del SSC Napoli. Además entrenó al Football Club Sangiuseppese, SSD Puteolana 1902, Isernia FC, FC Neapolis Mugnano, Sorrento Calcio
Casertana FC, AC Ercolano 1924, US Sanremese Calcio 1904 y finalmente al US Campobasso 1919.
Gaetano Musella falleció el 30 de septiembre de 2013 a los 53 años de edad. Se le encontró al pie de un acantilado con una camisa y un par de zapatillas y sin pantalones. Se piensa que fue atacado por su condición sexual.

## Clubes

### Como futbolista
| Club                   | País   | Año       | Partidos | Goles |
| ---------------------- | ------ | --------- | -------- | ----- |
| SSC Napoli             | Italia | 1977-1978 | 1        | 0     |
| Calcio Padova (cedido) | Italia | 1978-1979 | 23       | 8     |
| SSC Napoli             | Italia | 1979-1982 | 67       | 13    |
| US Catanzaro           | Italia | 1982-1986 | 56       | 5     |
| Bologna FC 1909        | Italia | 1986-1987 | 29       | 4     |
| ASG Nocerina           | Italia | 1987-1988 | 28       | 4     |
| SSD Ischia Isolaverde  | Italia | 1988-1989 | 32       | 10    |
| US Città di Palermo    | Italia | 1989-1990 | 33       | 11    |
| Empoli FC              | Italia | 1990-1992 | 47       | 12    |
| SS Juve Stabia         | Italia | 1992-1995 | 82       | 26    |
| US Latina Calcio       | Italia | 1995-1996 | 19       | 4     |

### Como entrenador
| Club                 | País   | Año       |
| -------------------- | ------ | --------- |
| SSC Napoli (juvenil) | Italia | 1997-1998 |
| FC Sangiuseppese     | Italia | 1998      |
| SSD Puteolana 1902   | Italia | 1998-1999 |
| Isernia FC           | Italia | 1999-2000 |
| FC Neapolis Mugnano  | Italia | 2000-2001 |
| Sorrento Calcio      | Italia | 2001-2002 |
| Casertana FC         | Italia | 2002-2003 |
| AC Ercolano 1924     | Italia | 2003-2004 |
| Sanremese Calcio     | Italia | 2005-2006 |
| US Campobasso 1919   | Italia | 2008-2009 |

## Palmarés

### Como futbolista
US Catanzaro
- Serie C1/B: 1985

SS Juve Stabia
- Serie C2/C: 1993

### Como entrenador
FC Sangiuseppese
- Promozione: 1998